# Cáda
Cáda (görögül Τσάδα) a ciprusi falu Páfosz közigazgatási kerületben.

## Fekvése
A település Páfosztól északkeleti irányban tíz kilométerre, Kallépia és Kíli közelében található. Átlagosan tengerszint feletti magassága körülbelül 600 méter.

## Éghajlata
Az évi átlagos csapadékmennyiség körülbelül 610 milliméter. Fekvése miatt Cáda éghajlata ciprusi viszonylatban enyhe, a telek hidegnek, a nyarak hűvösnek mondhatók.
 
| Hónap                         | Jan. | Feb. | Már. | Ápr. | Máj. | Jún. | Júl. | Aug. | Szep. | Okt. | Nov. | Dec. | Év   |
| ----------------------------- | ---- | ---- | ---- | ---- | ---- | ---- | ---- | ---- | ----- | ---- | ---- | ---- | ---- |
| Átlagos max. hőmérséklet (°C) | 13,0 | 13,5 | 15,4 | 19,2 | 23,4 | 28,0 | 30,7 | 31,0 | 27,9  | 24,0 | 19,4 | 15,1 | 21,8 |
| Átlagos min. hőmérséklet (°C) | 5,6  | 5,3  | 6,4  | 9,0  | 12,5 | 16,5 | 18,6 | 19,2 | 16,5  | 13,5 | 10,1 | 7,1  | 11,7 |
| Átl. csapadékmennyiség (mm)   | 141  | 104  | 70   | 32   | 20   | 1    | 0    | 0    | 9     | 45   | 59   | 135  | 617  |
| Forrás:                       |      |      |      |      |      |      |      |      |       |      |      |      |      |

## Története
A települést középkori források nem említik ezen a néven. Középkori térképeken a falu jelenlegi területéhez közel található egy Coria (Κουρία) nevű település. A szóbeli hagyomány szerint a település lakói a törökök zaklatása elől költöztek magasabbra, és a Cáda név erre utal, mivel helyi dielaktusban jelentése „egy kicsit tovább”.
A település lakosságszáma folyamatosan emelkedett 1881-től (383 fő) 1946-ig (953 fő), majd ezt követően csökkenni kezdett. 1982-ben csak 815-en lakták a falut, de a 2001-es népszámlálás szerint a lakók száma már 1043 fő volt.

## Népesség
| Lakosok száma | 383  | 536  | 650  | 742  | 953  | 909  | 878  | 672  | 684  | 1180 |
|               | 1881 | 1901 | 1911 | 1931 | 1946 | 1973 | 1976 | 1992 | 2001 | 2021 |